# The Truant's Capture
The Truant's Capture byl britský němý film z roku 1906. Režisérem byl Percy Stow (1876–1919). Film měl premiéru v únoru 1906 a v současnosti je považován za ztracený.

## Děj
Film zachycuje policistu, jak se snaží chytit tři uličníky, kteří místo toho, aby šli do školy, si šli zaplavat.